# Тихонов, Григорий Матвеевич
Григорий Матвеевич Тихонов (10.4.1912 — 13.2.1944) — командир 3-го сабельного эскадрона 62-го гвардейского кавалерийского полка 16-й гвардейской Черниговской кавалерийской дивизии, сформированной в декабре 1941 года в городе Уфе, как 112-я Башкирская кавалерийская дивизия, 7-го гвардейского кавалерийского корпуса 61-й армии Центрального фронта, гвардии лейтенант. Герой Советского Союза.

## Биография
Родился 10 апреля 1912 года в селе Князево (ныне — район имени Габита Мусрепова Северо-Казахстанской области Казахстана) в крестьянской семье. Русский.
Член ВКП(б) с 1940 года. Окончил 7 классов. Работал машинистом паровоза на Южно-Уральской железной дороге.
В Красной Армии в 1934—1938 годах и с 1940 года. Участник советско-финской войны 1939—1940 годов. Участник Великой Отечественной войны с июня 1941 года. В 1942 году окончил курсы младших лейтенантов.
Командир 3-го сабельного эскадрона 62-го гвардейского кавалерийского полка гвардии лейтенант Григорий Тихонов 19 сентября 1943 года форсировал реку Снов, штурмом овладел северной окраиной деревни Клочково Черниговской области Украины, уничтожил до сорока солдат.
21 сентября бесстрашный офицер-кавалерист, с вверенным ему эскадроном, ворвался в совхоз «1 Мая», где было уничтожено и ранено до сотни гитлеровских солдат и офицеров. Близ деревни Ивашовка 3-й эскадрон лейтенанта Тихонова был атакован шестью вражескими танками «тигр» и пехотой. Гвардейцы-кавалеристы отбили атаку противника.
28 сентября 1943 года гвардии лейтенант Григорий Тихонов отличился в районе деревни Нивки Брагинского района Гомельской области Белоруссии. Его эскадрон под огнём противника на подручных средствах переправился через реку Днепр, захватил плацдарм, затем ворвался в Нивки.
Указом Президиума Верховного Совета СССР «О присвоении звания Героя Советского Союза генералам, офицерскому, сержантскому и рядовому составу Красной Армии» от 15 января 1944 года за «образцовое выполнение боевых заданий командования на фронте борьбы с немецкими захватчиками и проявленными при этом отвагу и геройство» гвардии лейтенанту Тихонову Григорию Матвеевичу присвоено звание Героя Советского Союза.
Менее чем через месяц после присвоения звания Героя, 13 февраля 1944 года, погиб в одном из боёв. Похоронен в белорусском городе Мозырь.
Награждён орденом Ленина, орденами Александра Невского, Красной Звезды.
Память
На кургане Славы Мозыря, в память о Герое, установлена мемориальная плита. Имя Г. М. Тихонова высечено золотыми буквами на мемориальных досках вместе с именами всех 78-и Героев Советского Союза 112-й Башкирской кавалерийской дивизии, установленных в Национальном музее Республики Башкортостан и в Музее 112-й Башкирской кавалерийской дивизии.